# Naizin
Naizin är en kommun i departementet Morbihan i regionen Bretagne i nordvästra Frankrike. Kommunen ligger i kantonen Locminé som tillhör arrondissementet Pontivy. År 2018 hade Naizin 1 803 invånare.

## Befolkningsutveckling
Antalet invånare i kommunen Naizin
| Referens: INSEE |